# Municipio de Lincoln (condado de Knox)
El municipio de Lincoln (en inglés: Lincoln Township) es un municipio ubicado en el condado de Knox en el estado estadounidense de Nebraska. En el año 2010 tenía una población de 786 habitantes y una densidad poblacional de 8,41 personas por km².

## Geografía
El municipio de Lincoln se encuentra ubicado en las coordenadas 42°28′55″N 97°32′39″O / 42.48194, -97.54417. Según la Oficina del Censo de los Estados Unidos, el municipio tiene una superficie total de 93.51 km², de la cual 93,51 km² corresponden a tierra firme y (0 %) 0 km² es agua.

## Demografía
Según el censo de 2010, había 786 personas residiendo en el municipio de Lincoln. La densidad de población era de 8,41 hab./km². De los 786 habitantes, el municipio de Lincoln estaba compuesto por el 97,33 % blancos, el 0,13 % eran amerindios, el 0,51 % eran asiáticos, el 1,15 % eran de otras razas y el 0,89 % eran de una mezcla de razas. Del total de la población el 2,93 % eran hispanos o latinos de cualquier raza.